# Вефа (футбольний клуб)
СК «Вефа» (тур. Vefa Spor Kulübü) — турецький футбольний клуб з однойменного кварталу стамбульського району Фатіх. Домашні матчі команда проводить на стадіоні Вефа, що вміщає близько 6 500 глядачів. Клуб, який провів 14 сезонів у найвищій турецькій футбольній лізі, нині виступає на аматорському рівні.

## Історія
Клуб був створений у 1908 році, коли в Османській імперії був дозволений футбол. Він з'явився в результаті злиття трьох команд, організованих учнями в Вефському ліцеї. Клуб спочатку носив назву «Вефа Ідман Юрду» (тур. Vefa Idman Yurdu, яке було змінено на «СК Вефа» з встановленням в Туреччині республіки. Його кольорами стали зелений і білий.

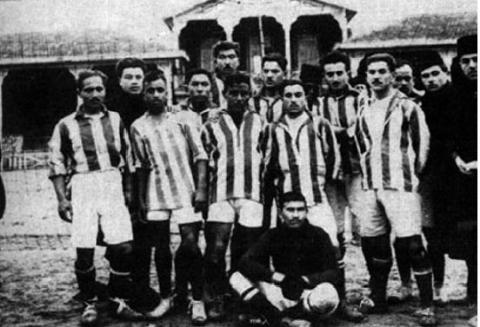
«Вефа» в 1919 році.

З початку 1920-х років «Вефа» грала у Стамбульській футбольній лізі. У сезоні 1924/25 вона вийшла у фінал турніру, де була розгромлена «Галатасараєм» з рахунком 0:4. У сезоні 1946/47 «Вефа» знову стала другою у Стамбульській лізі, набравши однакову кількість з «Фенербахче», переможцем змагання. На чемпіонаті світу 1954 року у збірній Туреччини «Вефу» представляв воротар Шюкрю Ерсой.
«Вефа» брала участь у першому національному чемпіонаті в 1959 році, де зайняла друге місце в Червоній групі слідом за «Галатасараєм», набравши з ним рівну кількість очок і не зумівши вийти у фінал. У 1963 році вона вилетіла з Національної ліги, куди зуміла повернутися через два роки. «Вефа» провела у головній турецькій футбольній лізі ще дев'ять років, зайнявши за підсумками сезону 1973/74 останнє місце і покинувши Національну лігу.
З тих пір команда виступала переважно на другому і третьому рівнях в системі футбольних ліг Туреччини. З початку 2000-х років «Вефа» і зовсім стала виступати на аматорському рівні.